# 全日本ユース (U15) 水球競技選手権大会
全日本ユース (U15) 水球競技選手権大会（ぜんにほんユース (U15) すいきゅうきょうぎせんしゅけんたいかい）は、日本水泳連盟が主催する15歳以下を対象とした水球大会である。毎年12月24日から27日まで岡山県倉敷市にて男子は倉敷市屋内水泳センター、女子は児島地区公園水泳場で開催されており、「桃太郎カップ」の通称を持つ。